# Qualificazioni al campionato mondiale di calcio 2022 - AFC - Prima fase

## Formato
Le 12 squadre con il ranking più basso si affrontano in partite di andata e ritorno. Le 6 vincenti si qualificano per la seconda fase.
Gli accoppiamenti della prima fase sono stati sorteggiati il 17 aprile 2019. L'andata si gioca il 6 giugno, il ritorno l'11 giugno 2019.
| Squadra 1 | Totale | Squadra 2  | Andata | Ritorno |
| --------- | ------ | ---------- | ------ | ------- |
| Mongolia  | 3 - 2  | Brunei     | 2 - 0  | 1 - 2   |
| Macao     | 1 - 3  | Sri Lanka  | 1 - 0  | 0 - 3   |
| Laos      | 0 - 1  | Bangladesh | 0 - 1  | 0 - 0   |
| Malaysia  | 12 - 2 | Timor Est  | 7 - 1  | 5 - 1   |
| Cambogia  | 4 - 1  | Pakistan   | 2 - 0  | 2 - 1   |
| Bhutan    | 1 - 5  | Guam       | 1 - 0  | 0 - 5   |

## Incontri

### Mongolia - Brunei
| Arbitro: | Pranjal Banerjee |

|                            |           |  |
| Tsedenbal 9’ Naranbold 69’ | Marcatori |  |

| Arbitro: | Ahmad Yacoub Ibrahim |

|                 |           |                      |
| Razimie 4’, 34’ | Marcatori | 47’ (rig.) Tsedenbal |

### Macao - Sri Lanka
| Arbitro: | Kim Dae-yong |

|            |           |  |
| Duarte 52’ | Marcatori |  |

| Colombo 11 giugno 2019, ore 15:30 UTC+5:30 | Sri Lanka          | 3 – 0 (tav.) referto | Macao | Sugathadasa Stadium\| Arbitro: \| Çarymyrat Kurbanow \| |
| Arbitro:                                   | Çarymyrat Kurbanow |                      |       |                                                         |

### Laos - Bangladesh
| Arbitro: | Ho Wai Sing |

|  |           |               |
|  | Marcatori | 71’ Ro. Hasan |

| Dacca 11 giugno 2019, ore 19:00 UTC+6 | Bangladesh      | 0 – 0 referto | Laos | Bangabandhu National Stadium (7.453 spett.)\| Arbitro: \| Timur Faizullin \| |
| Arbitro:                              | Timur Faizullin |               |      |                                                                              |

### Malaysia - Timor Est
| Arbitro: | Sherzod Kasimov |

|                                                                                 |           |                |
| Corbin-Ong 12’ Shahrel 23’ Norshahrul 43’ Safawi 45+1’, 59’ Faiz 78’ Akhyar 89’ | Marcatori | 52’ João Pedro |

| Arbitro: | Yusuke Araki |

|          |           |                                              |
| Gama 72’ | Marcatori | 10’, 17’, 64’ Shahrel 37’ Sumareh 55’ Akhyar |

### Cambogia - Pakistan
| Arbitro: | Shaun Evans |

|                             |           |  |
| Chanthea 81’ Sokumpheak 84’ | Marcatori |  |

| Arbitro: | Hanna Hattab |

|                   |           |                           |
| Bashir 18’ (rig.) | Marcatori | 64’ Sokpheng 89’ Bunheing |

### Bhutan - Guam
| Arbitro: | Omar Al-Yaqoubi |

|               |           |  |
| Ts. Dorji 35’ | Marcatori |  |

| Arbitro: | Yu Ming-hsun |

|                                                   |           |  |
| Lagutang 23’ Cunliffe 27’, 82’, 90+4’ Malcolm 51’ | Marcatori |  |